# Lac Chestermere
Le lac Chestermere, en anglais : Chestermere Lake, est un réservoir situé à Chestermere, dans la province d'Alberta, au Canada.
Il est construit dans les années 1880 par la Canadian Pacific Railway, pour l'irrigation de la région située entre Calgary et Strathmore. Il est actuellement utilisé principalement pour des activités et loisirs tels que la natation, la planche à voile, la pêche et le patinage sur glace (en hiver). La ville de Chestermere entoure le lac sur trois côtés. La Trans-Canada Highway longe la rive nord-est, alors que le chemin de fer passe le long de la rive sud.
Le lac couvre une superficie de 2,65 km2 et a une profondeur maximale de 7 m. Il se déverse dans deux canaux d'irrigation et est alimenté par un canal en provenance de la Bow River.
Le nom « Chestermere Lake » est en réalité impropre, « mere »  signifiant lac en anglais, et « Chester » est un mort anglais issu du latin pour décrire une forteresse et synonyme de « château », ainsi la traduction littérale de « Chestermere Lake » serait « lac Château Lac. »